# Campecopea hanseni
Campecopea hanseni là một loài chân đều trong họ Sphaeromatidae. Loài này được Racovitza miêu tả khoa học năm 1908.